# Francisco Sánchez Martínez (político)
Francisco Sánchez Martínez (Elda, 17 de diciembre de 1967) es un profesor universitario y político español, dirigente del partido Ciudadanos en la Comunidad Valenciana.

## Carrera académica
Estudió Dirección y Administración de Empresas, formándose en Estados Unidos. Tras regresar a España, destacó en el ámbito académico incorporándose a la dirección del centro de Elche de la Universidad CEU Cardenal Herrera.
En el ámbito de la cultura, ha sido director del Instituto Alicantino de Cultura Juan Gil-Albert entre 2009 y 2011.
En paralelo a esta trayectoria académica y cultural, han trascendido publicaciones que se hacen eco de una diversidad de opiniones en torno a la gestión del Gil-Albert así como de la titulación de Luis Rubiales en el CEU de Elche.

## Carrera política
Francisco Sánchez Martínez ha estado vinculado a Unión Progreso y Democracia. En 2015 se incorporó a Ciudadanos, partido por el que se postuló a la alcaldía de Elda en las elecciones municipales de aquel año. En 2019 Sánchez volvió a encabezar la lista de Elda por el partido Ciudadanos en las elecciones municipales.

## Obra publicada
Sus opiniones han sido recogidas en artículos periodísticos en Prensa escrita, una selección de los mismos ha sido recopilada en Domingos de un infractor (2009), libro a cuya presentación asistieron diversas personalidades como, por ejemplo, el expresidente de la Comunidad Valenciana Eduardo Zaplana.